# Roger Williams (teolog)

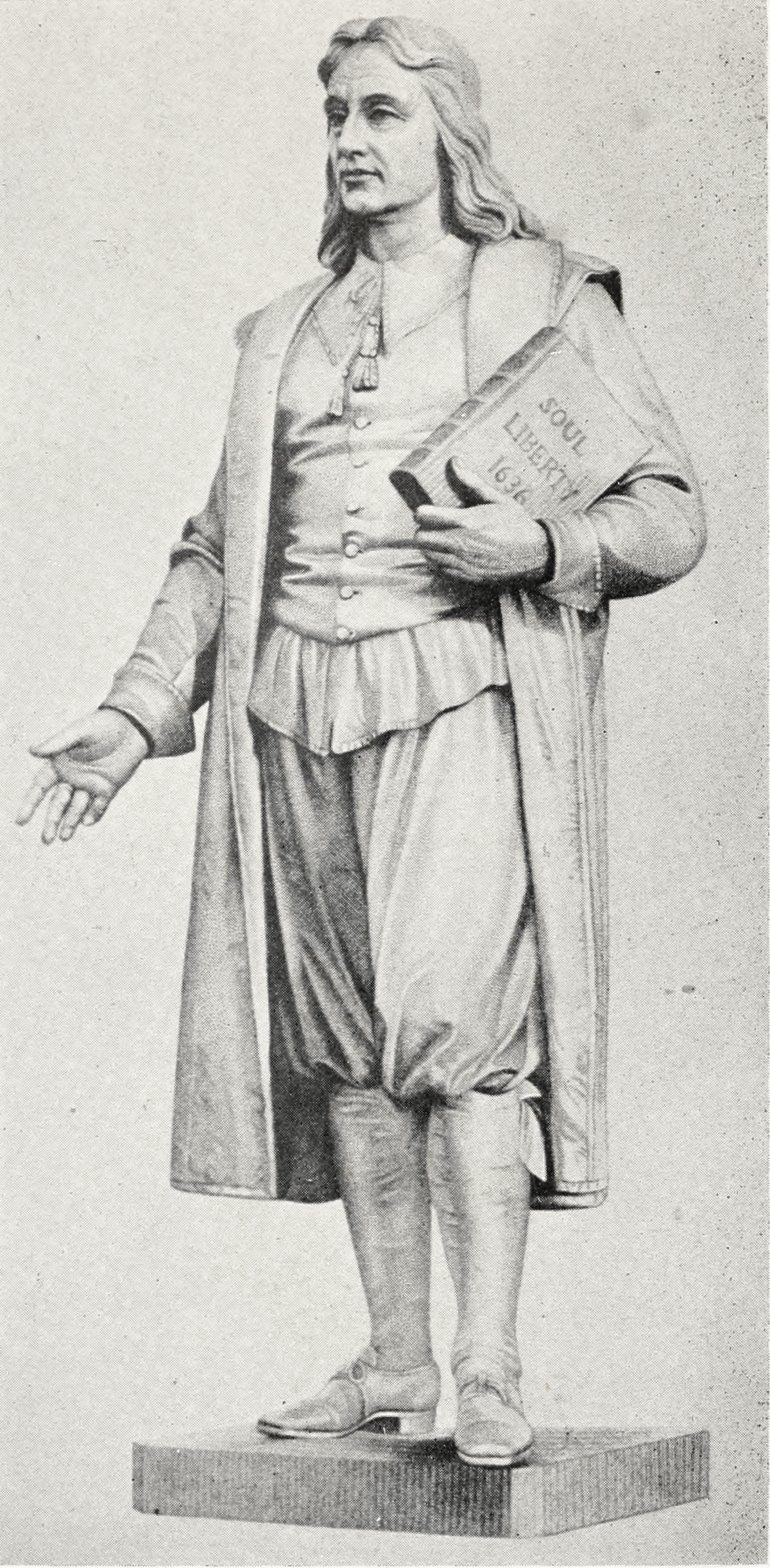
Roger Williams, staty av Franklin Simmons.

Roger Williams, född omkring 1603 (sannolikt i London), död 1684, var en engelsk teolog och politiker.
Williams, som tidigt visade stor språkbegåvning, studerade i Cambridge. Han växte upp som puritan inom anglikanska kyrkan, avancerade till independent och lärde kravet på full religiös tolerans, men fördes vidare till fientlighet mot varje statens makt i kyrkan och därmed till frikyrkorörelsen. Han avvisade kallelser till universitets- och prästtjänst i England och emigrerade till Amerika i slutet av 1630. Åren 1631–1633 verkade han som hjälppräst dels i Salem, vars församling lutade åt separatism, dels i Plymouth och blev 1634 pastor på det förra stället. Snart kom han allvarsamt i delo med myndigheterna. Han förnekade giltigheten av den "charter", vari Karl I beviljat Massachusetts Bay-kompaniet landområde, emedan detta ju vore indianernas och kunde förvärvas endast genom köp från indianerna. Vidare påstod han, att "ingen mänsklig makt hade rättighet att inblanda sig i samvetssaker", ty för sin religiösa tro "är människan ansvarig endast inför Gud". På grund därav ogillade han även den kyrkliga tvångsbeskattningen och den obligatoriska eden och förklarade anglikanska kyrkan vara avfallen från den rätta tron och varje förbindelse med denna kyrka vara synd. Då han vägrade underkasta sig en andlig domstols avgörande, blev han i oktober 1635 anbefalld att inom viss tid lämna kolonin. Då han emellertid försporde, att myndigheterna ämnade låta gripa honom och återsända honom till England, flydde han i januari 1636, åtföljd av några vänner, till indianerna, vilkas språk han lärt och vilkas försvar han alltid tagit (han utgav 1643 en Key into the language of indians of America). I juni samma år begav han sig med sina följeslagare till kolonin Rhode Island och Providenceplantagen och grundlade där ett nybygge, Providence, som skulle bli en fristad för människor, som var förföljda för samvetets skull. Williams uppsöktes snart i sitt nya hem av en stor mängd anhängare, däribland några engelska generalbaptister från Massachusetts. Han övertygades nu om barndopets oriktighet och lät omdöpa sig med begjutning 1639, varpå han döpte andra. Så bildades den första baptistförsamlingen i Amerika. Efter ett par månader lämnade Williams baptistförsamlingen. Han kom till övertygelsen, att inget kristet trossamfund helt motsvarar den sanna kyrkan, och blev därför nu en av de organisationslösa seekers. Sin kraft samlade han på försvaret för den fullständiga religionsfriheten; hans huvudarbete, The bloody tenent of persecution for the cause of conscience (1644; en dialog mellan "sanningen" och "friden"), kom härutinnan med något i litteraturen förut okänt nytt i hänsynslös konsekvens och kraft och bildar epok i andelivets historia. Nya skrifter i samma riktning följde. Under tiden hade Williams koloni Providence raskt uppblomstrat. År 1638 köptes hela området Aquidneck (Rhode Island) från indianerna, som frikostigt betalades därför. Williams blev kolonins organisatör och lagstiftare. Då Massachusetts gjorde anspråk på jurisdiktion över densamma, begav han sig till England och lyckades genom sin vän sir Henry Vanes bemedling utverka en kunglig "charter", genom vilken Rhode Islands koloniala självstyrelse och jurisdiktion betryggades. Själv valdes Williams 1649 till dess vicepresident och var 1654–1658 dess president eller guvernör. Williams verksamhet som organisatör av Rhode Island är epokgörande i religionsfrihetens historia. Han genomförde nämligen sin grundsats om frihet för alla religiösa bekännelser; det var första området inom kristenhetens värld, där detta fullt ut skedde. Williams politiska ideal var en ren demokrati, i vilken folkviljan skulle vara bestämmande i alla borgerliga angelägenheter. Men i trossaker skulle inte flertalet äga makt över individen, utan denne skulle bero av Gud allena.